# First Love, le dernier yakuza
Pour les articles homonymes, voir First Love.
Pour plus de détails, voir Fiche technique et Distribution.
First Love, le dernier yakuza (初恋, Hatsukoi) est un film japonais réalisé par Takashi Miike, sorti en 2019.

## Synopsis
Leo, un boxeur, tombe amoureux de Monica, une callgirl impliquée dans un trafic de drogue. Toute la nuit, un policier les traque.

## Fiche technique
- Titre : First Love, le dernier yakuza
- Titre original : 初恋 (Hatsukoi?)
- Réalisation : Takashi Miike
- Scénario : Masa Nakamura
- Musique : Kōji Endō
- Photographie : Nobuyasu Kita
- Production : Misako Saka et Jeremy Thomas
- Sociétés de production : Oriental Light and Magic, Recorded Picture Company et Toei Company
- Sociétés de distribution : Toei Company (Japon), Haut et Court (France)
- Pays de production :  Japon et  Royaume-Uni
- Genre : comédie romantique et comédie noire
- Durée : 108 minutes
- Dates de sortie :
  - France : 17 mai 2019 (Festival de Cannes) ; 1er janvier 2020 (sortie nationale)
  - Royaume-Uni : 11 octobre 2019 (Festival du film de Londres) ; 14 février 2020 (sortie nationale)
  - Japon : 28 février 2020[1]

## Distribution
- Masataka Kubota : Leo
- Nao Ōmori : Ōtomo
- Shōta Sometani : Kase
- Sakurako Konishi : Yuri / Monica
- Becky : Julie
- Takahiro Miura : Yasu
- Mami Fujioka : Chiachi
- Yen Cheng-kuo : Wang
- Tuan Chun-hao : Fu
- Maimi Yajima : Miyuki
- Masayuki Deai : Jōjima
- Jun Murakami : Ichikawa
- Kenichi Takitō : le docteur
- Bengal : le diseur de bonne aventure
- Sansei Shiomi : le chef
- Seiyō Uchino : Gondō

## Accueil
Le film a reçu un accueil favorable de la critique. Il obtient un score moyen de 77 % sur Metacritic.